# Nubeculinellinae
Nubeculinellinae es una subfamilia de foraminíferos bentónicos de la familia Nubeculariidae, de la superfamilia Cornuspiroidea, del suborden Miliolina y del orden Miliolida. Su rango cronoestratigráfico abarca desde el Oxfordiense (Jurásico superior) hasta la Actualidad.

## Clasificación
Nubeculinellinae incluye a los siguientes géneros:
- Calcituba
- Cornuspiramia
- Hechtina
- Nubeculinita
- Nubeculopsis
- Sinzowella †
- Vinelloidea †
- Webbina

Otros géneros considerados en la Subfamilia Nubeculariinae son:
- Nubeculinella, aceptado como Vinelloidea
- Rhizonubecula, aceptado como Cornuspiramia
- Webbum, aceptado como Webbina